# Barcelonski disput
Barcelonski disput (Barcelona, 20.–24. julij 1263) je bil uradno sklicana teološka razprava med predstavniki  krščanstva in judovstva o tem ali je bil Jezus mesija ali ne. Potekala je v palači kralja Jakoba I. Aragonskega v prisotnosti kralja, njegovega dvora, številnih cerkvenih dostojanstvenikov in vitezov. Glavna razpravljavca sta bila dominikanski menih in v krščanstvo spreobrnjen Jud Pablo Christiani na eni strani in na drugi strani rabin Moše Ben Nahman (Nahmanides), vodilni srednjeveški judovski učenjak, filozof, zdravnik, kabalist in komentator Biblije. 
V srednjem veku je bilo sklicanih več uradnih razprav med kristjani in Judi, katerim je pogosto sledilo sežiganje Talmuda in nasilje nad Judi. Na Barcelonski razpravi so imeli tako kristjani kot Judje popolno svobodo zagovarjanja svojih argumentov, zato je bil izjemen dogodek.

## Uvod
Uradno razpravo je organiziral Raymond de Penyafort, Christianijev predstojnik in spovednik kralja Jakoba I. Christiani je bil pridigar v Provansi. Domneval je, da bo njegova razlaga Talmuda, podprta s strahom, povzročila gnev med cerkvenimi dostojanstveniki, zato je kralju zagotovil, da bo dokazal resnico o krščanstvu v Talmudu in drugih rabinskih spisih. Kralj je njegov izziv sprejel in na razpravo povabil Nahmana, ki se je vabilu odzval pod pogojem, da mu zagotovi popolno svobodo govora.
Razprave so potekale pred celim dvorom Jakoba I. Zaradi popolne svobode govora je bil disput pristna  konfrontacija med krščanstvom in judovstvom, v kateri  so prišle na plano temeljne razlike med obema verstvoma.

## Razprava
Razprava naj bi dala odgovore na naslednja vprašanja:
- se je mesija pojavil ali ne,
- ali je božansko in/ali človeško bitje,
- katera vera, judovska ali krščanska, je prava.

### Se je mesija pojavil ali ne
Christiani je na osnovi več hagadskih odlomkov  trdil, da farizejski modreci pravijo, da je mesija živel v talmudskem obdobju, zato je ta mesija lahko samo Jezus Kristus. 
Nahman mu je odgovorill, da se od Judov ne zahteva, da verjamejo hagadskemu gradivu v Talmudu in da so Christianijeve razlage odlomkov Talmuda prevračanje besed:
»Ali to pomeni, da so modreci v Talmudu verjeli  v Jezusa kot mesijo in v to, da je bil tako božanski kot človeški, kot verjamejo kristjani?  Dobro znano je, da se je Jezusov incident zgodil v času Drugega templja. Rodil se je in bil ubit pred uničenjem Drugega templja, medtem ko so talmudski modreci, med njimi R. Akiba in njegovi pristaši, ustvarjali po njegovem uničenju. Rabina Rabbi in R. Nathan, ki sta uredila Mišno, sta živela mnogo let po uničenju.  R. Ashi, ki  je uredil Talmudd, je živel približno štiristo let po uničenju. Če so ti modreci verjeli, da je Jezus odrešenik in da je njegova vera prava in napisali to, kar poskuša dokazati frater Pavel, zakaj so potem ostali pri judovski veri in njenih starih običajih? Ker so bilu Judje, ostali celo življenje v judovski veri in umrli kot Judje -  oni, njihovi otroci in njihovi učenci, ki so poslušali njegovo učenje. Zakaj se niso spreobrnili v Jezusovo vero, ko je to storil frater Pavel? ... Če so ti modreci verjeli v Jezusa in njegovo vero, zakaj je to storil frater Pavel, ki razume njihovo učenje bolje on njih samih?«
Nachman je pripomnil tudi to, da se preroške obljube o svetovnem miru in pravičnosti še vedno niso izpolnile. Svet je od pojava Jezusa iz Nazareta še vedno poln nasilja in krivic, krščanstvo pa najbolj bojevito  razpoloženo verstvo. Jezus Kristus kot odrešenik je za Jude dogmatsko mnogo manj pomemben, kot si predstavlja večina kristjanov. Za Jude bolj pomembno, da  izponjujejo predpise Tore tudi pod krščanskimi vladarji, čeprav v izgnanstvu trpijo ponižanja in zlorabe.

### Je mesija božansko in/ali človeško bitje
Nahman je s podatki iz več bibličnih in talmudskih virov dokazal, da se tradicionalno rabinsko (judovsko) verovanje razlikuje od krščanskih postulatov in da so biblijski preroki napovedovali bodočega mesijo kot človeško bitje iz krvi in mesa  in mu niso  pripisovali božanskih lastnosti:  
»[... najbolj čudno je, da se je ... ] stvarnik neba in zemlje zatekel v telo neke judovske ženske, rasel v njej devet mesecev in se rodil kot otrok, odrasel, bili izdan in izročen  svojim sovražnikom, ki so ga nazadnje usmrtili, potem pa je oživel in se vrnil na svoje prvotno mesto.  Razum Juda ali kakšne druge osebe teh   trditev enostavno ne prenese. Če ste celo življenje poslušali duhovnike, ki so polnili vaše možgane in mozek vaših kosti s to doktrino, se je vsedla v vas in ste se  nanjo navadili. Če bi te ideje prvič slišali kot odrasla oseba, bi jih nikoli ne sprejeli.«
Pater Pavel se na Nahmanovo trditev odzval z vprašanjem
»Poglej odlomek v 53. poglavju Izaijeve knjige, ki govori o mesijevi smrti, kako je padel v roke svojih sovražnikov in kako je bil postavljen ob bok brezbožnežev, kot se je zgodilo Jezusu. Ali verjameš, da ta odstavek govori o mesiji?«
in dobil naslednji odgovor:
»Izrazi v njihovem pravem pomenu govorijo samo o izraelskem ljudstvu, ki mesijo običajno naslavlja  »Izrael, moj služabnik« ali »Jakob, moj služabnik«

## Zaključek
Judovski prebivalci Barcelone so v strahu pred zamero dominikancev rotili Nahmana, naj razpravo prekine, kralj, seznanjen z njihovo zaskrbljenostjo, pa je zahteval, da se nadaljuje. Na koncu razprave je kralj Nahmana nagradil s 300 zlatniki in izjavil, da nikoli pred tem ni slišal, da je bila »krivična obtožba tako veličastno obranjena«. Na šabat po razpravi je v barcelonsko Veliko sinagogo, eno najstarejših v Evropi, prišel tudi kralj in judovske vernike nagovoril:  »Dogodek brez primere v srednjem veku«.

## Posledice
Ker so dominikanci razglasili svojo zmago, je Nahman zapustil Aragonijo in se nikoli več vrnil. Leta 1267 se je preselil v Palestino in v  jeruzalemskem Starem mestu ustanovil Rambanovo sinagogo, najstarejšo v Jeruzalemu. 
Avgusta  1263 je Jakob I. ukazal, da se iz Talmuda izbrišejo vsi za kristjane sporni odlomki. Nalogo je opravila skupina cenzorjev, ki so je sestavljali barcelonski škof Arnoldo de Guerbo, Raymond de Penyafort in dominikanci Arnoldo de Legarra, Pedro de Janua in Ramón Martí, avtor knjige Pugio Fidei (Bodalo vere).